# Ireri
Ireri is een Mexicaanse meisjesnaam afkomstig van prinses Ireri, hoofdpersonage in de Purépechalegende De boot van de Kaaimannen.

## Naamsverklaring
Ireri betekent prinses in het Purépecha. De Purépecha of Tarasken zijn een inheemse groep in de staat Michoacán, Mexico.
De betekenis van de naam wordt o.a. verklaard als de mooiste bloemen in de lente die zijn verzameld en van deze verzamelde bloemen, de mooiste bloemen samen heten Ireri. In Michoacán bij de Purépecha betekent Ireri ook de mooiste prinses en eigenaar van uw hart en de prachtigste bloem. Een andere betekenis van de naam is: koningin, want de irecha was de koning ook wel cazonci genoemd. Aan deze verklaring gekoppeld: lieve vrouw van het huis en als je de etymologische verklaard betekent IRE: “Ik ben Hier”. Ten slotte betekent Ireri ook maagdelijke prinses.